# اگر بروی
"اگر بروی" (به انگلیسی: If You Go Away) اقتباسی از آهنگ "Ne me quitte pas" ژاک برل است که در سال ۱۹۵۹ منتشر شد، نگارنده نسخه انگلیسی این اثر، رود مکوئن بود. "اگر بروی" به عنوان بخشی از پروژهٔ بزرگتر برای آثار برل ترجمه شده‌است، اثر پاپ سنتی محسوب می‌شود و توسط بسیاری از هنرمندان، از جمله گرتا کلر، که به گفته برخی مک کوئین شعر را برای او نوشت، ضبط شده‌است.
دامیتا جو در سال ۱۹۶۶ بابت نسخه خود از آهنگ، به شماره ۱۰ جدول بزرگسالان معاصر و شماره ۶۸ در ۱۰۰ تک‌آهنگ داغ بیلبورد رسید. تری جکس نسخه ای از آهنگ را ضبط کرد که به صورت تک آهنگ در سال ۱۹۷۴ منتشر شد و در جدول بزرگسالان به رتبه ۲۹، شماره ۶۸ و در ۱۰۰ تک‌آهنگ داغ بیلبورد به شماره ۲۹ رسید و رتبه ۸ را نیز در انگلیس به دست آرود.
ملودی پیچیده تا حدی مشتق شده از موسیقی کلاسیک است: متن "اما اگر بمانی …" اثر راپسودی شماره ۶ مجارستان فرانتز لیست است.

## متن ترانه
غمگین اما بالادی امیدوارکننده، متن ترانه از دیدگاه فردی روایت می‌شود سعی دارد به معشوقش بفهماند اگر او را ترک کند چقدر دلتنگ او می‌شود. وی این احساس را با اصطلاحات واضحی توصیف می‌کند، مانند " چیزی در جهان باقی نخواهد ماند که بتوان به آن اعتماد کرد ". اما اگر معشوق بماند، راوی به او فداکاری و اوقاتی خوش را نوید می‌دهد (" چنان روزی برایت بسازم /که مثالش تا پیش از این نبوده یا نخواهد بود "). برخی از سطرها نشان می‌دهد که راوی هنگامی روایت می‌کند که معشوق درحال رفتن است یا در نظر دارد تا چنین کند ("همین حالا می‌توانم به تو بگویم، چنان که داری می‌روی. . . ") سطرهای " اگر بروی، چنان که می‌دانم خواهید رفت " و بعدتر" ... چنان که می‌دانم بایستی بروی" روشن می‌کند که با وجود اعتراض‌های راوی، عزیمت معشوق اجتناب ناپذیر است.
ترجمه مک کوئن تفاوت قابل توجهی با غزل اصلی برل دارد. نسخه انگلیسی مبتنی بر تقابل این است که «اگر برید» یا «اگر بمانید» چه اتفاقی می‌افتد.
در نسخه اصلی فرانسوی، خواننده به معشوقش التماس می‌کند که او را ترک نکند، تا جایی تقریباً خود را تحقیر می‌کند (عنوان «Ne me quitte pas» ترجمه «مرا رها نکن»). آخرین تصویر نسخه فرانسوی بسیار قابل توجه است، اگرچه نسخه مک کوئن اشعاری دارد که به احساس اصلی نزدیک می‌شود، اشعار فرانسوی بسیار تلخ‌تر است، به اندازه کلیت آهنگ: " بگذار تا سایهٔ سایهٔ تو شوم، سایه دست تو، سایه سگ تو. "(ترجمه کلمه به کلمه از نسخه اصلی) به عنوان نقیضی بر:" من می‌خواهم که سایهٔ سایه تو بشوم اگر که بانی آن شود تا کنارت بمانم "(متن انگلیسی).
نسخه انگلیسی بخشی از نسخه اصلی را حذف کرده‌است که در آن خواننده با استفاده از مثال‌هایی برگرفته از دنیای طبیعی به معشوق خود التماس می‌کند که به رابطه آنها فرصتی دوباره بدهد: " من به شما از آن عاشقانی خواهم گفت که دیدند قلبشان دو بار آتش گرفت ." " اغلب دیده شده‌است که آتش از آتشفشان باستانی فوران می‌کند که متصور بودیم قدمت زیادی دارد ". " مردم می‌گویند زمین‌های سوخته‌ای وجود دارد که بیشتر از پررونق‌ترین آپریل گندم تولید می‌کند ."

## نسخه‌های جلد
بسیاری از هنرمندان این آهنگ را کاور کرده‌اند. از جمله قابل توجه‌ترین آنها نسخه شرلی باسی بود که به عنوان یک تک آهنگ منتشر گردید و در آلبوم و ما عاشق بودیم هم منتشر شد. مک کوئن نسخه باسی را بسیار دوست داشت و به او نوشت که از آن لذت برده و از او تشکر کرد. در سال ۲۰۰۲، نسخه او از این آهنگ در فیلم Merci Docteur Rey به کار رفت.